# Gmajnica
Gmajnica je naselje v Občini Komenda.